# Richard Brakenburg

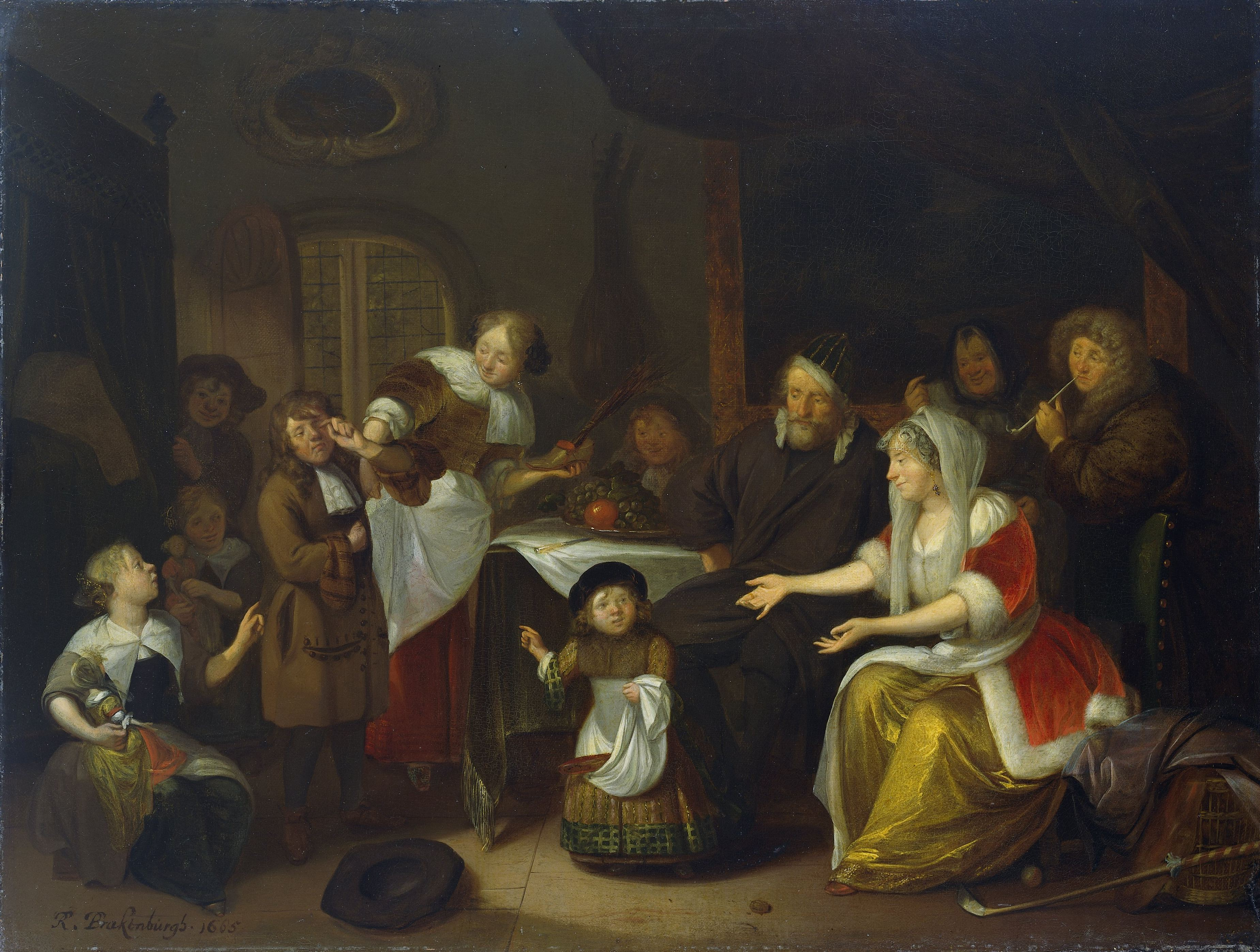
Sankt Nikolaifest, 1685.

Richard Brakenburg, född 22 maj 1650 och död 29 december 1728, var en nederländsk konstnär.
Brakenburg utbildades i Haarlem under Adriaen van Ostades ledning och tog även intryck av Jan Steen. Han utförde folklivsbilder, ofta av uppsluppen stil som Dangille i en bondstuga (på Nationalmuseum i Stockholm) och Kortspel i ett värdshus (Kunstmuseet, Köpenhamn).